# 推进技术
《推进技术》创刊于1980年，是中国大陆工程科技类月刊，编辑部位于北京市。此刊物由北京动力机械研究所主办。
《推进技术》在2018年被中华人民共和国国家新闻出版广电总局新闻报刊司评为2017年全国“百强报刊”。